# CCTV高清影视频道
中国中央电视台高清影视频道于2005年9月1日开始试播，2006年1月1日正式开播，为中国大陆第二个高清数字频道（第一个频道为CCTV高清晰度电视试验频道），是由中央数字传媒有限公司运营的付费频道，用户收看需付费。2008年5月1日起频道停播，央视另行推出免费高清数字频道“高清综合频道”（现已被中国中央电视台体育赛事频道取代）。